# وریتی راشورث
وریتی شارلوت راشورث (زاده ۱۵ اوت ۱۹۸۵) یک هنرپیشه انگلیسی است. او نقش‌های تئاتر زیادی را در سراسر بریتانیا بازی کرده است.
راشورث در دبیرستان کاتولیک سنت مری در منستون تحصیل کرد. در سال ۱۹۹۷، راشورث نقش‌های کوچکی در برنامه‌های تلویزیونی آی‌تی‌وی مانند ضربان قلب داشت و در سال ۱۹۹۸، در سن ۱۲ سالگی، برجسته‌ترین نقش خود، دونا ویندزور را در سریال تلویزیونی آی‌تی‌وی امردیل بر عهده گرفت.